# Hope (nome)
Hope  è un nome proprio di persona inglese femminile.

## Origine e diffusione
Riprende il termine inglese hope (dall'inglese antico hopian, la cui radice è ignota), che vuol dire "speranza", un significato analogo a quello dei nomi Elpidio, Speranza, Nadežda, Tesfaye e Toivo.
Questo vocabolo fu adottato come nome proprio per la prima volta dai Puritani, nel XVII secolo, ed era tipicamente usato insieme ad altri nomi quali Faith e Charity, specialmente nel caso di parti gemellari.

## Onomastico
L'onomastico può essere festeggiato in memoria di santa Speranza, figlia di santa Sofia (che in inglese è chiamata Hope), ricordata il 1º agosto.

## Persone

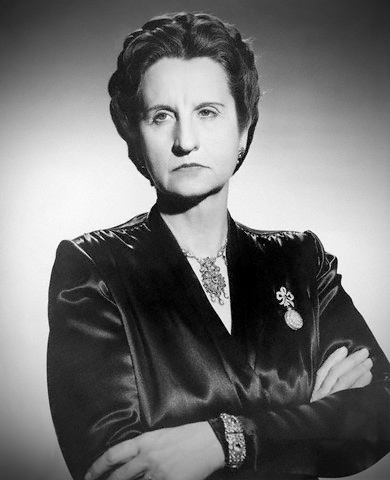
Hope Emerson

- Hope Marie Carlton, modella e attrice statunitense
- Hope Cooke, ultima regina consorte del Regno del Sikkim
- Hope Davis, attrice statunitense
- Hope Emerson, attrice statunitense
- Hope Hampton, attrice e cantante statunitense
- Hope Lange, attrice statunitense
- Hope Riley, attrice statunitense
- Hope Sandoval, cantautrice statunitense
- Hope Solo, calciatrice statunitense

## Il nome nelle arti
- Hope Chance è un personaggio della serie televisiva Aiutami Hope!.
- Hope Davidson è un personaggio della serie televisiva Hope & Gloria.
- Hope Logan è un personaggio della soap opera Beautiful.
- Hope Lupin è un personaggio della serie di romanzi Harry Potter, scritti da J. K. Rowling.
- Hope Mikaelson è un personaggio della serie televisiva The Originals.
- Hope Pezzini è un personaggio dei fumetti Top Cow.
- Hope Shanowski è un personaggio della serie televisiva Hope & Faith.
- Hope Summers è un personaggio dei fumetti Marvel Comics.